# マリオ・サビオ
マリオ・サビオ (Mario Savio , 1942年12月8日 – 1996年11月6日)は、アメリカの政治活動家。ニューヨーク生まれ。カリフォルニア大学バークレイ校のフリースピーチ運動（Free Speech Movement）の主要メンバーであり、情熱的な演説で知られていた。

## 来歴
アメリカのニューヨークで、イタリア系アメリカ人の父のもとに生まれた。サビオの両親は敬虔なカトリック教徒であり、サビオを司祭に育てることを考えていた。
1964年10月から、バークレイ校内のフリースピーチ運動に参加し始め、12月2日にはSproul Plazaで約4000人を前にして演説を行った。しかし、大学当局が、学内での政治活動を禁止したためサビオを含めフリースピーチ運動に参加していた多くの若者がのちに逮捕等されることとなった。これについてサビオは『大学という巨大機構が我々を無視して醜く動くならば、我々は身を呈してその動きを阻止せねばならない。この機構を支配する人々にはこう告げるのだ!自由を与えないなら大学の機能を停止させると。』
運動は大学本部の占拠に至るまでになった。以下、サビオの演説より。